# Farstad
Nerland este o localitate din comuna Fræna, provincia Møre og Romsdal, Norvegia, cu o suprafață de 0,25 km² și o populație de 249 locuitori (2013).